# El Anfiteatro Anatómico Español
El Anfiteatro Anatómico Español fue una revista médica española publicada entre 1873 y 1880.

## Historia
Fundada por Pedro González de Velasco, se publicó por primera vez el 1 de febrero de 1873. Velasco era su director-fundador, Eduardo García Pérez, el director-gerente y el redactor jefe, Ángel Pulido. En 1876 se refundió con El Pabellón Médico, revista de Pedro Mata y Fontanet. Se publicó quincenalmente hasta 1880, cuando se fusionó con la Revista de Medicina y Cirugía Prácticas.
Entre sus colaboradores estaban Rafael Ariza Espejo, Ramiro Ávila y Pezuela, Manuel Carreras y Sanchís, Eduardo del Castillo de Piñeiro, José Díaz Benito y Angulo, Antonio Fernández Carril, Vicente Guerra y Cortés y José López de la Vega.